# ホワイトホール宮殿
ホワイトホール宮殿 (Palace of Whitehall) は、ロンドンに存在した宮殿。1530年から1698年まで王室の居住地として用いられた。大半は火災により焼失し、イニゴ・ジョーンズによって設計されたバンケティング・ハウスのみが現在も残っている。当時の宮殿は部屋数1500におよびヨーロッパ一の規模を誇っていた。
宮殿は北をノーサンバーランド・アヴェニュー、南はダウニング・ストリートからダービー・ゲイト、西側は現在のホース・ガーズ、東はテムズ川河畔に囲まれた広大な地区を敷地としていた。総面積は23エーカー (93,000 m2)にも及ぶ。
現在の英国の政治の中心であるホワイトホールにその名を留めている。

## 歴史

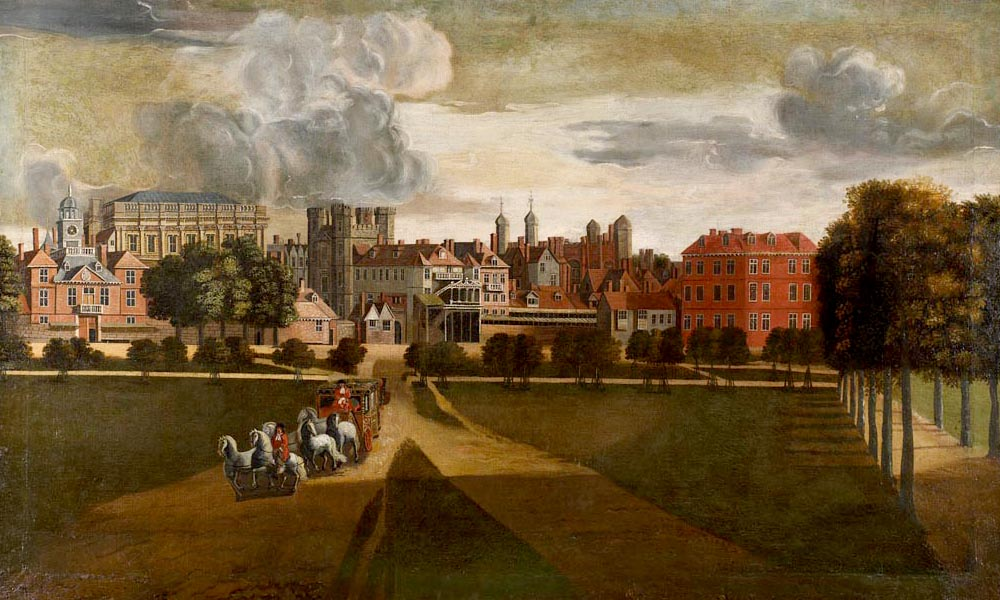
ヘンドリック・ダンケルツによるホワイトホール宮殿の描写。左にバンケティング・ハウスが見える。

13世紀に入り、ウェストミンスター宮殿がイングランド統治の中心として機能するようになり、王も1049年からこの宮殿に居住していた。この周囲の地域は貴族の所有する邸宅が設けられていた。ヨーク大主教ウォルター・ド・グレイは1240年に敷地を買収してヨーク・プレイスという館を建設した。
ウェストミンスターで建築工事が行われる期間に国王エドワード1世はしばしばヨーク・プレイスに滞在した。16世紀に入り枢機卿トマス・ウルジーは館を拡張し、ロンドンにおいてはランベス宮殿と並ぶ規模の大邸宅が完成した。1530年に枢機卿がヘンリー8世により解任されると、国王はヨーク・プレイスを買収してこの館で居住するようになった。この際婚約者のアン・ブーリンを伴って枢機卿が残した財宝を調べ歩いたとされる。

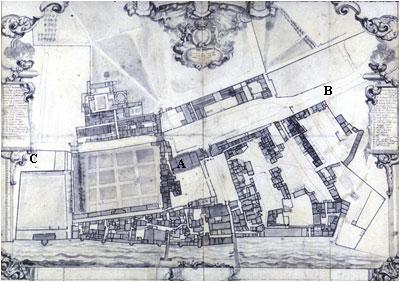
1680年の建設計画

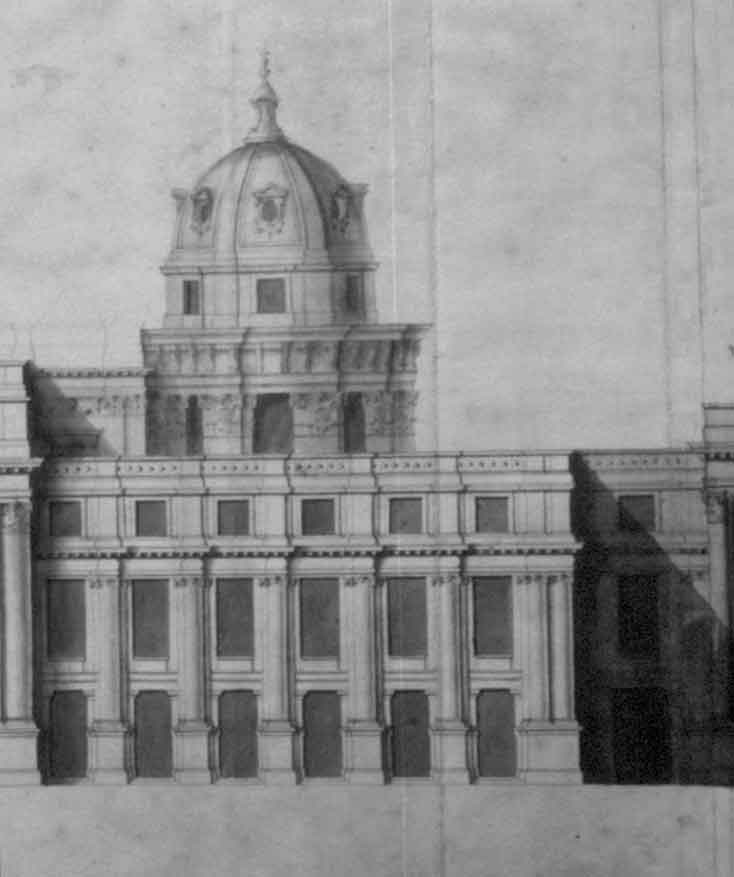
クリストファー・レンにより1698年に書かれた図面

ヘンリー8世はその治世を通して宮殿の改築を行っている。リッチモンド宮殿に影響を受け、ボウリング場、テニスコート、闘鶏場、馬上槍試合場などが建設された。1540年代には30,000ポンドが改築の費用として計上されている。ヘンリー8世はこの宮殿において1533年にアン・ブーリンと、1536年にはジェーン・シーモアとそれぞれ結婚し、1547年に自身が死去している。
ジェームズ1世もまた宮殿の拡張を行い、1622年にはイニゴ・ジョーンズの設計によるバンケティング・ハウスを完成させた。建物の装飾は1634年にチャールズ1世（1649年に宮殿前で斬首された）の命により、サー・ピーテル・パウル・ルーベンスの設計で完成した。1650年の時点ではイングランド最大の建物であり、部屋数は1500に及んでいた。建物群は不規則に配置されており、ジャングルのような様相を呈していたため、宮殿というよりも街に似ていた。
1691年および1698年に発生した火事によって宮殿の大半は焼失した。経済的な問題によって再建は断念され、18世紀に入ると敷地跡にはタウンハウスが建設されるようになった。

## 現在
1622年に建設されたバンケティング・ハウスは現在も残っている唯一の建物である。一部は後年に改修されたが、現在のホワイトホール70番地に存在する内閣府建物内の屋内テニス場などはヘンリー8世時代に建設されたものである。
1938年からは敷地跡の東に建物が建設され、現在は国防省によって使用されている。この建物の地下部分にはヘンリー8世のワイン貯蔵庫として知られるウルジー時代の建築物が残されている。第二次世界大戦後に再開された建築において元あった場所から9フィート西に、19フィート下に移動された。
宮殿内の教会におかれていた大理石の彫刻の一部は1706年にウェストミンスター寺院に移築され、後に1820年サマセット州のバーンハム・オン・シーにある教会へ再移築されている。

## 関連
- 英国王室のロンドンにおける公式居住地
  - ウェストミンスター宮殿 - 1049年から1530年まで
  - ホワイトホール宮殿 - 1530年から1698年まで
  - セント・ジェームズ宮殿 - 1702年から1837年まで
  - バッキンガム宮殿 - 1837年以降